# Anette
Anette (jap. アルプス物語　わたしのアンネット Arupusu Monogatari Watashi no Annetto) – japoński serial anime wyprodukowany w 1983 roku przez Nippon Animation. Serial należący do cyklu World Masterpiece Theater. Zrealizowany na podstawie powieści Patricii Saint John Skarby śniegu wydanej w 1950 roku. W Polsce seriał był emitowany na kanale TVP2.

## Opis fabuły
Serial anime opowiada o 12-letniej dziewczynce imieniem Anette, która żyje wraz z rodziną w małej wiosce w Alpach. Od czasu śmierci mamy, która zmarła tuż po urodzeniu drugiego dziecka – Danny'ego, dziewczynka opiekuje się młodszym bratem oraz zajmuje się częścią domowych obowiązków. Anette przyjaźni się ze swoim rówieśnikiem Lucienem, ale ich przyjaźń zostaje wystawiona na próbę, kiedy chłopiec powoduje tragiczny w skutkach wypadek – podczas szamotaniny spycha Danny'ego ze skarpy.

## Obsada (głosy)
- Keiko Han jako Annette Burnier
- Sanae Miyuki jako Daniel Barunieru
- Eiko Yamada jako Lucien Morel
- Rihoko Yoshida jako Marie Morel
- Osamu Kobayashi jako Pierre